# Дунаев, Алексей Валерьевич
Алексей Валерьевич Дунаев (бел. Аляксей Валер’евіч Дунаеў; род. 11 сентября 2004, Донецк) — белорусский футболист, защитник могилёвского «Днепра».

## Карьера

### «Днепр-Могилёв»

#### Начало карьеры
Воспитанник футбольной академии могилёвского «Днепра». В 2020 году футболист подписал с могилёвским клубом свой первый профессиональный контракт. В начале 2021 года футболист отправился в фарм-клуб могилёвского клуба «Днепр-Юни», вместе с которым выступал во Второй лиге. В начале 2022 года футболист присоединился к основной команде клуба. Дебютировал за клуб футболист 7 марта 2022 года в четвертьфинальном матче Кубке Беларуси против гродненского «Немана», выйдя на поле в стартовом составе. Дебютный матч в чемпионате футболист сыграл 20 марта 2022 года против бобруйской «Белшины», выйдя на поле в стартовом составе. Первым результативным действием за клуб футболист отличился 27 мая 2022 года в матче против «Ислочи», отдав голевую передачу. По итогу сезона футболист вместе с клубом завершил чемпионат на итоговом последнем месте. На протяжении сезона футболист выступал за клуб в роли одного из ключевых игроков.

#### Сезон 2023
В начале 2023 года футболист вместе с клубом начал подготовку к новому сезону в рамках Первой лиги. Первый матч в новом сезоне футболист сыграл 2 апреля 2023 года против «Орши», выйдя на поле в стартовом составе. Первым результативным действием за клуб футболист отличился 21 мая 2023 года в матче против «Лиды», отдав голевую передачу. Дебютным забитым голом за клуб футболист отличился 23 июля 2023 года в матче Кубка Беларуси против бобруйской «Белшины». В сентябре 2023 года футболист отправился на стажировку в самарский клуб «Крылья Советов». По итогу сезона футболист вместе с клубом стал серебряным призёром чемпионата, получив право на прямое повышение в элитный дивизион. На протяжении сезона футболист выступал за клуб в роли одного из ключевых игроков, отличившись забитым голом и 3 результативными передачами во всех турнирах.

#### Сезон 2024
Новый сезон футболист начал 15 марта 2024 года с матча против мозырской «Славии», выйдя на поле в стартовом составе. В ноябре 2024 года футболист отправился на просмотр в дзержинский «Арсенал», вместе с которым отправился на товарищеский матч. Однако в скором времени футболист вернулся назад в распоряжение могилёвского клуба. Своим дебютным забитым голом в чемпионате футболист отличился 1 декабря 2024 года в заключительной матче в сезоне против солигорского «Шахтёра». По итогу сезона футболист вместе с клубом завершил чемпионат на итоговом предпоследнем месте, вылетев в Первую лигу. На протяжении сезона футболист выступал за могилёвский клуб в роли одного из ключевых игроков, отличившись своим единственным забитым голом в рамках чемпионата.

#### Сезон 2025
Первый матч в новом сезоне футболист сыграл 5 апреля 2025 года против «Осиповичей», выйдя на поле в стартовом составе, однако уже на 1 минуте был заменён. Позже главный тренер могилёвского клуба рассказал, что футболист получил травму на разминке, а так как у самого клуба не было штатного врача, то никто не мог зафиксировать травму и футболиста пришлось заменять в самом начале матча. Свой первый полноценный матч в сезоне футболист сыграл 27 апреля 2025 года против «Барановичей», выйдя на поле в стартовом составе.

## Международная карьера
В мае 2022 года был вызван в юношескую сборную до 19 лет. Дебютировал за сборную футболист в июне 2022 года в товарищеских матчах против сверстников из Узбекистана. В ноябре 2022 года футболист был вызван в молодёжную сборную Беларуси. Дебютировал за сборную футболист 19 ноября 2022 года в товарищеском матче против Ирана.